# Empoasca decorata
Empoasca decorata är en insektsart som beskrevs av Henry Fairfield Osborn 1924. Empoasca decorata ingår i släktet Empoasca och familjen dvärgstritar. Inga underarter finns listade i Catalogue of Life.